# Episodi di $h*! My Dad Says
La prima e unica stagione della serie televisiva $#*! My Dad Says è stata trasmessa dal 23 settembre 2010 al 17 febbraio 2011 sul canale statunitense CBS.
In Italia la stagione è stata trasmessa dal 29 maggio al 25 settembre 2011 su Steel di Premium Gallery, mentre in chiaro è andato in onda su Italia 1 dal 21 luglio 2012.
| nº | Titolo originale              | Titolo italiano               | Prima TV USA      | Prima TV Italia   |
| -- | ----------------------------- | ----------------------------- | ----------------- | ----------------- |
| 1  | Pilot                         | Il bisbetico domato           | 23 settembre 2010 | 29 maggio 2011    |
| 2  | Wi-Fight                      | Lotta all'ultimo WiFi         | 30 settembre 2010 | 5 giugno 2011     |
| 3  | The Truth About Dads and Moms | La verità su papà e mamma     | 7 ottobre 2010    | 12 giugno 2011    |
| 4  | Code Ed                       | Ed-ucazione sentimentale      | 14 ottobre 2010   | 19 giugno 2011    |
| 5  | Not Without My Jacket         | Mai senza la mia giacca       | 21 ottobre 2010   | 26 giugno 2011    |
| 6  | Easy, Writer                  | Vacci piano, scrittore!       | 28 ottobre 2010   | 3 luglio 2011     |
| 7  | Dog Ed Pursuit                | Femme fatale                  | 4 novembre 2010   | 10 luglio 2011    |
| 8  | The Manly Thing to Do         | Cosa deve fare un uomo        | 11 novembre 2010  | 17 luglio 2011    |
| 9  | Make a WISiH                  | Esprimi un desiderio          | 18 novembre 2010  | 24 luglio 2011    |
| 10 | You Can't Handle the Truce    | Sano odio reciproco           | 9 dicembre 2010   | 31 luglio 2011    |
| 11 | Family Dinner for Schmucks    | Quell'imbranato di mio figlio | 16 dicembre 2010  | 7 agosto 2011     |
| 12 | Goodson Goes Deep             | Goodson va in profondità      | 6 gennaio 2011    | 14 agosto 2011    |
| 13 | The Better Father             | Il padre migliore             | 13 gennaio 2011   | 21 agosto 2011    |
| 14 | Corn Star                     | Mai dire mais                 | 20 gennaio 2011   | 28 agosto 2011    |
| 15 | Ed Goes to Court              | Ed corteggia un'idea          | 27 gennaio 2011   | 4 settembre 2011  |
| 16 | Well Suitored                 | Ed geloso                     | 3 febbraio 2011   | 11 settembre 2011 |
| 17 | Lock and Load                 | Caricare e puntare            | 10 febbraio 2011  | 18 settembre 2011 |
| 18 | Who's Your Daddy?             | Chi è tuo padre?              | 17 febbraio 2011  | 25 settembre 2011 |

## Il bisbetico domato
- Titolo originale: Pilot
- Diretto da: James Burrows
- Scritto da: David Kohan, Max Mutchnick, Justin Halpern e Patrick Schmacker

### Trama
Henry, dopo esser stato licenziato dal suo lavoro va da suo padre, Ed, per chiedergli dei soldi in prestito. Ma non riesce a chiederglieli, così resta a casa di suo padre per un giorno. In realtà, lui era anche tornato per ricevere qualche segno di affetto da suo padre, che non sembra dargliene, e, invece, lo insulta periodicamente. Ma, Ed, durante il suo esame per la patente scopre che non è mai troppo tardi per mostrare affetto ai figli, quindi decide di rimediare invitando Henry a venire a vivere da lui finché non si rimetterà in sesto, cosa che accetta.
- Ascolti USA: telespettatori 12 480 000[1]

## Lotta all'ultimo WiFi
- Titolo originale: Wi-Fight
- Diretto da: Gail Mancuso
- Scritto da: Jeff Astrof

### Trama
Henry vuole installare in casa una connessione Internet che Ed ha vietato, ma Henry non si arrende. Bonnie ha uno sfogo sul petto e chiede a Ed di diagnosticarlo. A causa dello sfogo Vincent non riesce più a eccitarsi a letto con la moglie. Henry si lamenta con suo padre per via della sua cocciutaggine, visto che non vuole scendere a compromessi, quindi si siede sul tetto di casa sua dove trova un po' di segnale Internet, e trovare un'altra sistemazione, ma poi cade. Successivamente Ed cambia idea e decide di far installare il WiFi, capendo che ora che suo figlio vive con lui, deve accettare qualche cambiamento.
- Ascolti USA: telespettatori 10 440 000 – share 11%[2]

## La verità su papà e mamma
- Titolo originale: The Truth About Dads and Moms
- Diretto da: Rob Schiller
- Scritto da: Erin Ehrlich

### Trama
Henry è stanco del fatto che la madre gli telefoni per lamentarsi della sua deludente vita sentimentale, lui e Ed vanno a mangiare nel ristorante preferito dell'anziano uomo, lì incontrano uno dei camerieri, Tim; prima lavorava alla motorizzazione, ma è stato licenziato per aver imbrogliato, al fine di far avere la patente a Ed. Tim è sconcertato del fatto che Ed non si senta in colpa per il suo licenziamento, e dunque inizia a litigare con lui, e dunque viene licenziato anche da questo impiego. Henry si lamenta con suo padre per come ha trattato Tim, rimproverandolo anche del fatto che tradì sua madre quando erano sposati, accusandolo di essere un egoista che non pensa alle conseguenze che i suoi comportamenti hanno sulla gente. Ed decide di andare a trovare Tim per scusarsi con lui, intanto Henry si lamenta di suo padre con Vince, quest'ultimo però confessa la verità al fratello: era la madre di Henry che aveva un amante, ed è stato questo che portò al divorzio dei suoi genitori. Contemporaneamente anche Ed racconta la stessa storia a Tim, il quale chiede all'uomo perché si è preso la colpa di tutto, Ed gli dice che preferì far credere a Henry che era stato lui a tradire la madre perché non voleva che Henry le mancasse di rispetto. Henry torna a casa e abbraccia suo padre, inoltre scopre che Ed ha assunto Tim come uomo delle pulizie.
- Ascolti USA: telespettatori 9 770 000[3]

## Ed-ucazione sentimentale
- Titolo originale: Code Ed
- Diretto da: Rob Schiller
- Scritto da: Nate Reger e Michael Lisbe

### Trama
Al bar, Henry riesce a trovare il coraggio di chiedere di uscire ad un'attraente cassiera, Amy. La sua condizione è che facciano un appuntamento a quattro con la zia Marla, ed Ed. Quest'ultimo non era propenso ad accettare, ma alla fine lui e Marla capiscono di avere molto in comune andando molto d'accordo, al contrario di Henry e Amy, la quale non è particolarmente presa del ragazzo, cosa che hanno capito tutti tranne che Henry. Ed sostiene che la cosa giusta da fare sia dire al figlio la verità, ma Vincent non è dello stesso avviso, lui cerca di far capire al padre che certe persone non sopportano le umiliazioni e che dunque è meglio non dire loro la verità per non ferirle. Ed decide di seguire il consiglio, ma in seguito a un'altra uscita a quattro, Ed si vede costretto a dire a Henry la verità per evitare che si rendesse ridicolo. Alla fine Ed chiarisce con il figlio facendogli capire le motivazioni che l'hanno spinto a comportarsi così, ma Henry gli fa capire che lui ha bisogno di sincerità e non di protezione.
- Ascolti USA: telespettatori 10 160 000 – share 10%[4]

## Mai senza la mia giacca
- Titolo originale: Not Without My Jacket
- Diretto da: Gail Mancuso
- Scritto da: Justin Halpern e Patrick Schumacker

### Trama
Ed si arrabbia quando Henry usa la sua tazza da caffè senza il suo permesso, spiegando che nessuno deve osare prendere le sue cose senza il permesso. Tuttavia, per evitare di sembrare un ipocrita, Ed deve compiere uno sforzo per recuperare una giacca di Henry che ha accidentalmente dato in prestito senza chiedere il permesso.
- Ascolti USA: telespettatori 10 905 000 – share 11%[5]

## Vacci piano, scrittore!
- Titolo originale: Easy, Writer
- Diretto da: Gail Mancuso
- Scritto da: David Katz

### Trama
Ed si lamenta con Henry perché non ha ancora trovato un lavoro, per cui lo sprona a lavorare in una caffetteria, ma il ragazzo insiste di voler fare lo scrittore. Bonnie e Vincent iniziano a frequentare una famosa coppia sposata di agenti immobiliari, per allargare gli orizzonti della loro vita sociale. Henry trova lavoro come scrittore per un giornale che è interessato ai suoi articoli sulla sua vita da quando si è trasferito dal padre, offrendogli mille dollari per i suoi pezzi, ma Ed è contrario quindi obbliga Henry a licenziarsi. Henry non capisce perché Ed è così ostile al riguardo, ma poi comprende che suo padre non vuole far sapere in giro che suo figlio di ventisette anni vive con lui, perché si vergogna della cosa. Henry, deluso, decide di accettare il lavoro alla caffetteria. Mentre Henry è al lavoro, Ed va a trovarlo e gli dice che il suo disagio è dovuto al fatto che si sente in colpa, sostenendo che se fosse stato un padre migliore forse avrebbe preparato meglio suo figlio alla vita, ma Henry lo rassicura dicendogli che se ha perso il lavoro non è stata colpa di suo padre, ma della difficile situazione economica, infatti gli fa notare che molti clienti della caffetteria sono scrittori della sua età che hanno perso il lavoro e che vivono ancora con i genitori. Ed alla fine sorprende Henry dicendogli che ha cambiato idea, e che può accettare il lavoro al giornale continuando a scrivere su suo padre.
- Ascolti USA: telespettatori 10 812 000 – share 11%[6]

## Femme fatale
- Titolo originale: Dog Ed Pursuit
- Diretto da: Gail Mancuso
- Scritto da: Jeff Astrof

### Trama
Henry conosce Katie, il capo di Vince e Bonnie, con la quale finisce col copulare. Nel frattempo Ed è molto attaccato al nuovo cane; Bonnie vedendolo, gli dice di comportarsi nello stesso modo anche con suo figlio Vince.
- Ascolti USA: telespettatori 11 018 000 – share 11%[7]

## Cosa deve fare un uomo
- Titolo originale: The Manly Thing to Do
- Diretto da: Gail Mancuso
- Scritto da: Justin Halpern e Patrick Schumacker

### Trama
Un vecchio amico della Marina di Ed, Wally, viene a fargli visita; l'uomo manifesta un senso dell'umorismo un po' eccessivo, ma Ed lo trova ugualmente divertente, ma il suo atteggiamento contro gli omosessuali e le passività di Ed verso di essa fanno sì che Tim si licenzi. Henry ha un incontro imbarazzante con Bonnie, il quale vede la cognata nuda, e che Vince rende ancora più imbarazzante. Henry fa notare al padre che Wally è stato crudele, mentre Tim, difendendo la sua posizione, si è comportato come un vero uomo. Ed va da Tim e gli chiede di ritornare, ma lui fa capire a Ed che non è arrabbiato con Wally, ma con lo stesso Ed per non aver preso le sue parti. Al raduno degli ex ufficiali, a cui prendono parte Wally e Ed, quest'ultimo invita Tim e il suo coro di amici gay a cantare. Wally capisce che quella di Ed è una provocazione e gli chiede perché si comporti così, Ed parla con lui apertamente dicendogli che lui ha dei valori, e che non può stare zitto quando sente persone come Wally dire certe cose, e che se non cambierà modo di fare non metterà più piede in casa sua.
- Ascolti USA: telespettatori 9 720 000 – share 9%[8]

## Esprimi un desiderio
- Titolo originale: Make a WISiH
- Diretto da: Rob Schiller
- Scritto da: Jeff Astrof

### Trama
Dopo aver ascoltato le parole di una guru, Charlotte Ann Robinson, Bonnie e Vince decidono di lasciare il loro lavoro e di mettersi in proprio. Ed non è d'accordo con la loro idea, inoltre Henry prende parte a un convegno di Charlotte per scrivere un pezzo, Ed lo raggiunge per paura che si lasci influenzare, e incontrando Charlotte finisce a letto con lei. Bonnie e Vince vanno incontro a una serie di problemi finanziari per avviare la loro attività, quindi decidono di vendere la casa. Quando Ed scopre che si trasferiranno in un brutto quartiere, decide di ospitarli a casa sua.
- Ascolti USA: telespettatori 10 130 000 – share 10%[9]

## Sano odio reciproco
- Titolo originale: You Can't Handle the Truth
- Diretto da: Gail Mancuso
- Scritto da: David Katz

### Trama
Henry tenta di mediare una tregua, dopo una guerra di 25 anni tra Ed e il suo vicino di casa. Vince e Bonnie hanno problemi ad adottare un cane, infatti quando la rappresentante del rifugio per cani controlla la casa dei due, capisce che il desiderio di Bonnie di avere un cane è legato al fatto che in realtà vuole un bambino. Henry alla fine riesce a placare le divergenze tra Ed e il vicino, ma quando scopre che quest'ultimo rubò la sua bicicletta di quando era piccolo, decide di riprendersela entrando in casa sua di nascosto, il vicino lo sorprende e preso dal panico viene colpito da un infarto, Ed gli salva la vita, però le ostilità tra i due ricominciano, ma Ed riottiene la bicicletta di Henry. Ed fa capire a Henry che lui ha bisogno di avere un nemico da odiare, ma Henry vorrebbe pure che suo padre avesse un buon amico, Ed gli fa capire che lui ha già un amico, ovvero Henry. Bonnie ammette di volere un figlio, ma non riesce a rimanere incinta, Ed le rimane vicino, e le regala un cane.
- Ascolti USA: telespettatori 9 403 000[10]

## Quell'imbranato di mio figlio
- Titolo originale: Family Dinner for Schmucks
- Diretto da: Rob Schiller
- Scritto da: Chris Kelly

### Trama
Bonnie e Vince ormai si sono trasferiti da Ed, e la donna assume dei ragazzi per montare un mobile, Vince sente che questo è un duro colpo per la sua virilità, quindi decide di montarlo lui. Ed, all'ospedale, conosce un giovane medico di nome Ted, col quale instaura un bel rapporto di amicizia, soprattutto perché è un ragazzo ambizioso e serio, tutto l'opposto di Henry, che non riesce a prendere sul serio il suo lavoro. Henry inizia a fare l'idiota con una sua collega di lavoro, Kim, scrivendo sui suoi articoli delle parole inappropriate, pensando erroneamente che lei si diverta a notarle e a correggerle, questo però la mette nei guai, quindi rischia di perdere il lavoro, Henry però si assume la colpa salvandole il posto, ma per punizione dovrà fare la recensione di uno spettacolo noioso. Bonnie non capisce perché Vince si arrabbi tanto per la storia del mobile, quindi l'uomo le confessa che ha paura che Bonnie non si fidi di lui, soprattutto ora che hanno avviato una loro attività, ma la moglie lo rassicura dicendogli che lei si fida del marito perché lo considera un uomo in gamba. Ed scopre che Ted ha prescritto la penicillina a un paziente che è allergico alla sostanza, quando Ed gli fa notare l'errore, Ted si sbarazza delle prove per non avere guai, quindi Ed capisce che il ragazzo pensa solo a se stesso e a fare carriera, e che non gli importa nulla dei pazienti, questo lo porta ad avere più considerazione di Henry, perché lui almeno è un ragazzo onesto.
- Ascolti USA: telespettatori 10 299 000[11]

## Goodson va in profondità
- Titolo originale: Goodson Goes Deep
- Diretto da: Steve Zuckerman
- Scritto da: Jonathan Goldstein

### Trama
Ed vuole avere una palla da baseball che fu promesso dal venditore a lui, ma che poi ha venduto a qualcun altro, quindi lui e Henry rintracciano l'attuale proprietario, Henry inoltre spera di passare più tempo con suo padre. Bonnie e Vince si spostano dentro al garage in modo che possano cercare di avere una gravidanza con meno distrazioni. Bonnie però ci ripensa quando arriva alla conclusione che avere un figlio ora sarebbe una pessima idea, dato che non hanno nemmeno una casa loro, e che non potrebbero dare al loro bambino quello di cui ha bisogno. Mentre Ed e Henry rintracciano la palla, quest'ultimo impara a conoscere meglio Ed, scoprendo che suo padre tradiva la madre, e che non passava molto tempo con lui. Ed e Henry scoprono che la palla è stata comprata da un bambino, purtroppo non riescono ad averla. Mentre sono in garage, Bonnie vede che suo marito ha passato un'infanzia strana, con dei "giocattoli" strani, ma che nonostante tutto è diventato una brava persona, e quindi non dovrebbe pensare troppo a quello che non potranno dare al bambino, dunque i due decidono di riprovarci. Ed e Henry ritornano a casa, Henry ammette di essersi divertito tutto sommato, Ed invece capisce che lui e il figlio potrebbero avere un rapporto migliore, e dunque decide di passare più tempo con lui.
- Ascolti USA: telespettatori 10 790 000 - 9% share[12]

## Il padre migliore
- Titolo originale: The Better Father
- Diretto da: Peter Bonerz
- Scritto da: Jeff Astrof

### Trama
Quando Bonnie e Vince scoprono che il reverendo che li ha sposati era un falso reverendo, decidono di rifare un altro matrimonio. Bonnie invita suo padre, Terry (Ed Begley, Jr.), che non si era presentato al suo ultimo matrimonio a causa di un problema di gioco d'azzardo. Quando lui dice di aver cambiato la sua vita, Ed lo trova in uno scantinato a giocare a Black Jack con i soldi che Bonnie gli aveva prestato per il buffet del matrimonio. Nel frattempo, Vince sta avendo problemi a trovare uno smoking. Terry alla fine non si presenta al matrimonio, ma Ed lo sostituisce accompagnando Bonnie all'altare.
- Ascolti USA: telespettatori 10 140 000[13]

## Mai dire mais
- Titolo originale: Corn Star
- Diretto da: Peter Bonerz
- Scritto da: Justin Halpern & Patrick Schumacker

### Trama
Quando l'altezza del mais di Ed diventa un problema con il comitato di quartiere, decide di risolvere il problema candidandosi per la presidenza.
- Ascolti USA: telespettatori 10 285 000[14]

## Ed corteggia un'idea
- Titolo originale: Ed Goes to Court
- Diretto da: Ted Wass
- Scritto da: Jeff Astrof

### Trama
Ed è il neoeletto presidente del comitato di quartiere, ed è interessato a uscire con la sua vicina Rosemary Pernworth. Quest'ultima decide di mettere un dosso artificiale sulla strada, ma Ed non è d'accordo, inoltre le sue avance non funzionano con la donna dato che lei vuole romanticismo, cosa sulla quale lui non è molto ferrato. Ed chiede consiglio a Bonnie, la quale gli chiede perché odia il romanticismo, ma alla fine capisce che la cosa è legato ai suoi precedenti matrimonio fallimentari, e che Ed ha paura di affezionarsi a lei per poi uscirne nuovamente deluso, ma nonostante tutto lo convince a essere romantico. Ed stupisce Rosemary impiantando il dosso artificiale che lei voleva, gesto da lei apprezzato.
- Ascolti USA: telespettatori 8 738 000[15]

## Ed geloso
- Titolo originale: Well Suitored
- Diretto da: Ted Wass
- Scritto da: Jeff Astrof

### Trama
Ed è riluttante all'idea di impegnarsi seriamente con la vicina Rosemary, così si ritrova in una guerra con un altro uomo per riprendersi Rosemary. Vince e Bonnie ricevono un singolare regalo dal loro vecchio capo, i suoi ovuli col quale avere un figlio, ma il loro cane rovina tutto. Ed e il suo rivale in amore, in una scena comica, si prendono a pugni e Ed ha la meglio, infine parla con Rosemary dicendole che vuole avere una relazione serie con lei, la quale accetta.
- Ascolti USA: telespettatori 10 450 000[16]

## Caricare e puntare
- Titolo originale: Lock and Load
- Diretto da: Steve Zuckerman
- Scritto da: Chris Kelly

### Trama
Rosemary non è d'accordo sull'idea di Ed di tenere una pistola in casa, anche se un ladro sta irrompendo nelle case della gente.
- Ascolti USA: telespettatori 10 340 000[17]

## Chi è tuo padre?
- Titolo originale: Who's Your Daddy?
- Diretto da: Steve Zuckerman
- Scritto da: Steve Gabriel

### Trama
Henry inizia a uscire con una ragazza di nome Laura, Ed inizia a conoscerla e inizia a sospettare che possa essere sua figlia, avuta da una sua precedente relazione. Ed inizia ad agitarsi perché sente di non avere l'energia per stringere un rapporto con una figlia, specialmente perché non si sente un bravo padre, ma Bonnie non è d'accordo perché secondo lei, nonostante ci abbia messo tanto, alla fine è diventato un bravo padre. Bonnie e Vince scoprono che presto avranno un bambino, infatti Bonnie è incinta. Laura confessa a Ed che lei gli ha fatto credere con delle allusioni che fosse suo padre, ma in realtà non è così, lei era uscita con Henry solo per avvicinarsi a Ed, perché il suo ragazzo è il vero figlio dell'uomo.
- Ascolti USA: telespettatori 9 700 000[18]